# 実岡半之助

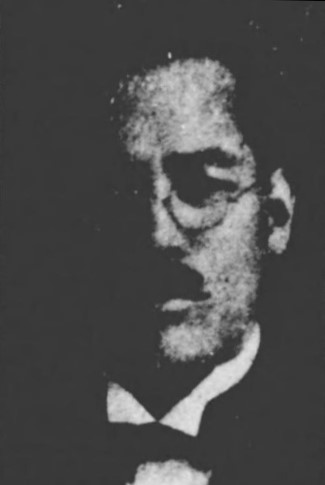
実岡半之助

実岡 半之助（實岡、さねおか はんのすけ、1878年（明治11年）11月15日 - 1947年（昭和22年）5月23日）は、日本の政治家、実業家、農業経営者。衆議院議員、福岡県嘉穂郡宮野村長。

## 経歴
福岡県嘉麻郡宮吉村（現嘉麻市宮吉）で、宮野銀行頭取・実岡半三郎の長男として生まれる。小学校卒業後、検定で資格を取得し代用教員、准教員、小学校訓導を15年間務めた。
その後、宮野村長、宮野村会議員、嘉穂郡会議員、同郡農会長、福岡県会議員、同県農会評議員、同県山林会評議員、地方森林会議員、消防組頭、福岡県消防評議員、宮野信用組合長、宮野銀行取締役頭取、大隈酒造 (株) 取締役などを務めた。
1932年2月、第18回衆議院議員総選挙に福岡県第二区から立憲政友会所属で出馬して当選し、衆議院議員を一期務めた。